# Buchenavia viridiflora
Buchenavia viridiflora là một loài thực vật có hoa trong họ Trâm bầu. Loài này được Ducke mô tả khoa học đầu tiên năm 1935.